# Ahmed Januzi
Ahmed Januzi (ur. 8 lipca 1988 w Vučitrnie, Socjalistyczna Federacyjna Republika Jugosławii) – albański piłkarz, grający na pozycji napastnika.

## Kariera piłkarska

### Kariera klubowa
Wychowanek kosowskiego klubu KF Kosova Vushtrri. Karierę piłkarską rozpoczął w albańskim klubie Besa Kavajë. W lutym 2007 przeszedł do ukraińskiej Worskły Połtawa, dołączając do dwóch swoich rodaków w klubie. W grudniu 2015 opuścił połtawski klub. Po pół roku przerwy w czerwcu 2016 został piłkarzem KF Prishtina.

### Kariera reprezentacyjna
Występował w młodzieżowej reprezentacji Albanii. W 2010 zadebiutował w narodowej kadrze.

## Sukcesy i odznaczenia

### Sukcesy klubowe
- zdobywca Pucharu Ukrainy: 2008/09